# Jean De la Hoese

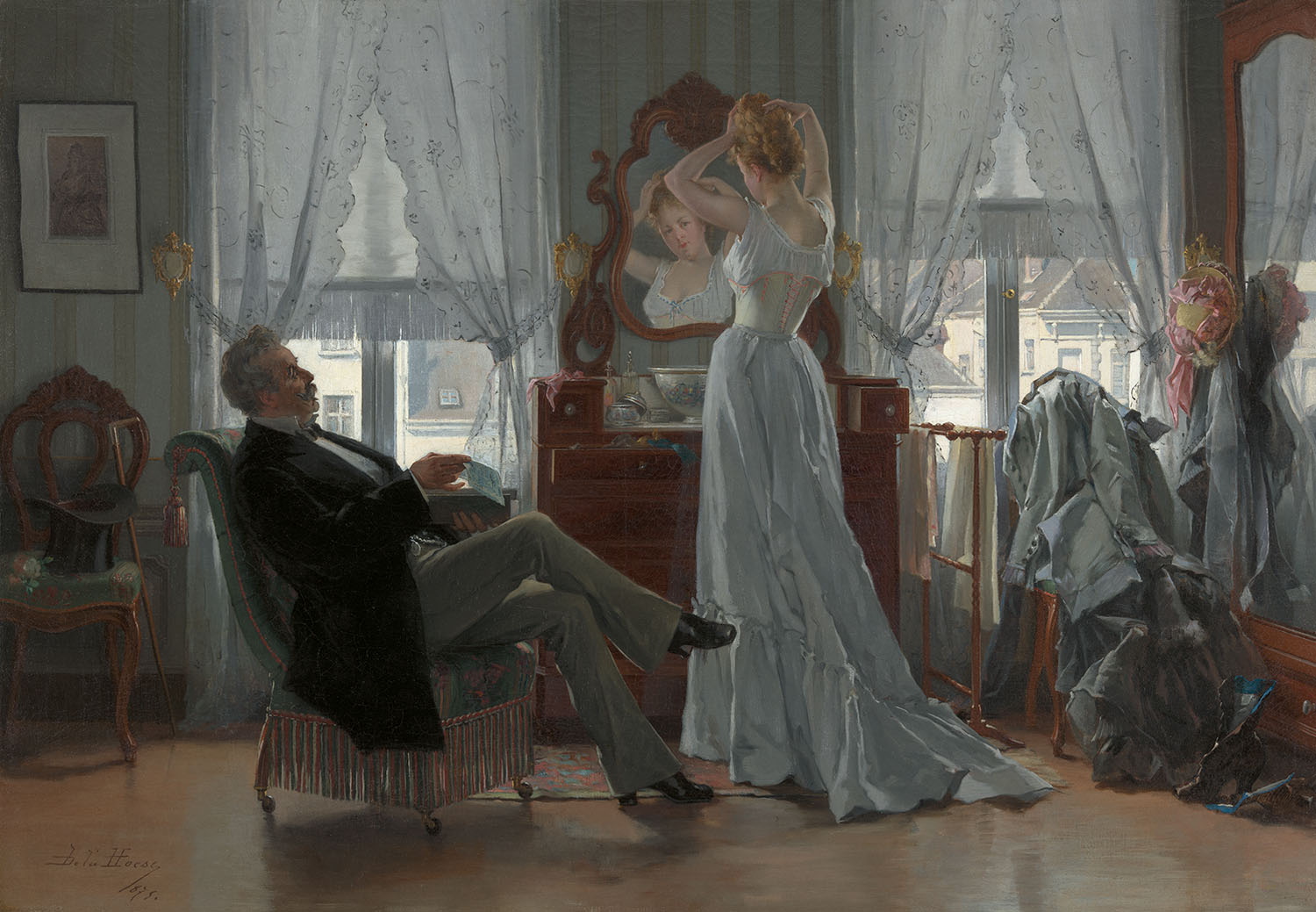
Jean de la Hoese, Le Billet de faveur

Jean De la Hoese (Sint-Jans-Molenbeek (Brussel), 28 februari 1846 – Sint-Joost-ten-Node (Brussel), 1917) was een Belgisch kunstschilder.

## Opleiding en werk
Schilder van portretten en genretaferelen.
Jean De la Hoese was een leerling van de Brusselse Academie van Schone Kunsten. Zijn vader was als graficus verbonden aan het Militair Kartografisch Instituut.
Jean De la Hoese was korte tijd leerling bij Auguste De Keyser (1859) en daarna aan de Kunstacademie van Brussel van 1859 tot 1870. Zijn vroege werken waren nog erg academisch maar hij ontwikkelde mettertijd een meer vrije schilderstijl. Deze schilder van aristocratische vrouwelijke schoonheden was een meesterlijk portrettist die verschillende meesterwerken heeft geschilderd, waaronder het portret van zijn vader dat wordt tentoongesteld in het Museum voor Schone Kunsten van Brussel.
Hij schilderde naast portretten, ook landschappen en genretaferelen met elegante dames in interieurs (aanvankelijk met veel nadruk op textuurweergave van kledij, in de trant van die van Florent Willems). Zijn portretten zijn meestal van personen uit de hogere Belgische klassen en uit intellectuele milieus. Ze stralen een zekere levendigheid en onconventionaliteit uit. In opdracht van de Belgische staat schilderde hij een postuum portret van Koningin Louise-Marie voor het Paleis der Natie.
Zeer bewonderenswaardig in zijn werk zijn de eenvoudige middelen waarmee hij zijn modellen tot leven weet te wekken. De afgebeelde poses hebben niks theatraals, maar proberen integendeel zeer natuurlijke houdingen vast te leggen: het zijn m.a.w. nooit atelierposes. Komt daarbij een uitzonderlijk verfijnd vakmanschap en een ingetogen, doch krachtige penseeltoets.
Hij woonde in de Warmoesstraat (rue Potagère) 66 in Brussel (Sint-Joost-ten-Node).

## Tentoonstellingen
- 1888, Parijs, Exposition Universelle
- 1894, München, Glaspalast, Wereldtentoonstelling
- 1907, Parijs, Salon d’automne (“Portret van Mevr. A. Desenfans”, “Portret van de heer Léonce Evrard”)
- 1908, Berlijn, Tentoonstelling van Belgische Kunstenaars (“Portret van de vader van de kunstenaar”)

## Trivia
- Straatnaam in 1080 Brussel.

## Musea
- Brussel, Kon. Musea voor Schone Kunsten van België
- Brussel, Museum van Elsene
- Brussel, Museum Charlier
- Gotha, Schlossgalerie (“Het bezoek”)
- Leuven, Stedelijk Museum